# Список царів Шумеру та Аккаду
Список царів Шумеру — стародавній документ, записаний шумерською мовою, список царів Шумеру з шумерських і сусідніх династій, тривалість їхнього правління, і кордони володінь.

## Список

### Перша ДинастіяКіша
29 (XXIX) століття до н. е. — 27 (XXVII) століття до н. е.
- Етана
- Баліх
- Енменнуна
- Мелам-Киши
- Барсальнуна
- Сімуг
- Тізкар
- Ількум
- Ільтасадум
- Ен-Мебарагесі
- Агга

Верховенство переходить до Урука

### Перша ДинастіяУрука
29 (XXIX) століття до н. е. — 26 (XXVI) століття до н. е.
- Мескіаггашер
- Енмеркар
- Лугальбанда
- Думузі-рибалка
- Гільгамеш
- Урнунгаль
- Утулькалама
- Лабашум
- Еннунтарахана

Верховенство переходить до Ура

### Перша ДинастіяУра
26 (XXVI) до н. е.. — 24 (XXIV) століття до н. е..
- Мескаламдуг (Акаламду? Походив з окремого роду.)
- Месанепада  2563 до н. е.  — 2524 до н. е.
- Аанепада 2523 до н. е.  — 2484 до н. е.
- Мескіангнуна 2483 до н. е.  — 2423 до н. е.
- Елілі (Елул, Балулу?) (Походив з окремого роду.)

Верховенство переходить до Лагаша

### Перша ДинастіяЛагаша
1-а Династія Лагаша не згадується в списку 
2500 до н. е. — 2312 до н. е.
- Початок XXV століття до н. е.:  Ур-Нанше
- 1-а пол. XXV століття до н. е.:  Акургаль
- Бл. 2450-2425 до н. е.: Еанатум
- Кінець XXV століття до н. е.: Енаннатум I
- Бл. 2360-2340 до н. е.: Ентемена
- Бл. 2340-2334 до н. е.: Енаннатум II
- Бл. 2334-2328 до н. е.: Енентарзі
- Бл. 2328-2319 до н. е.: Лугальанда
- Бл. 2319-2311 до н. е.: Урукагіна

### Династія Авана
Верховенство переходить до Кіша

### Друга ДинастіяКіша
25 (XXV) століття до н. е.
- Месалім бл. 2600 до н. е.
- 2 невідомих царя
- Дадасіг
- Магальгалла
- Кальбум Галбум
- Туг-Е
- Меннануна
- Енбі-Астар Ен-бі-Іштар
- Лугальму
- Ібіера
- Ухуб

Верховенство переходить до Хамаза

### ДинастіяХамазі
Бл. 2400 до н. е. 
- Хатаніш

Верховенство переходить до Урука

### Друга ДинастіяУрука
2400 до н. е. — 2336 до н. е.
- Ен-Шакушана
- Лугалькінгенешдуду
- Лугалькісальсі

Верховенство переходить до Ура

### Друга ДинастіяУра
2-а Династія Ура — те ж саме, що й 2-а Династія Урука .(??)
Верховенство переходить до Адаб

### ДинастіяАдаба
- Лугаль-Анне-Мунд

Верховенство переходить до Марі

### Марі
Верховенство переходить до Кіша

### Третя ДинастіяКіша
24 (XXIV) століття до н. е. — 23 (XXIII) століття до н. е. 
- Ку-Баба
- Пузур-Суен (бл. 2347 до н. е. — 2322 до н. е.)
- Ур-Забаба (бл. 2322 до н. е. — 2316 до н. е.).

Верховенство переходить до Акшака

### ДинастіяАкшака
2500 до н. е. — 2315 до н. е. 
- Унзі правив 30 років.
- Ундадібдід правив 6 років.
- Зузу правив 6 років.
- Пузур-Сумукан правив 20 років.
- Ішуель правив 24 роки.
- Шу-Суен

Верховенство переходить до Кіша

### Четверта ДинастіяКіш
Верховенство переходить до Уруку.
Нащадки Ур-Забаба продовжували правити і при аккадских царях, мабуть підкоряючись їм лише номінально. «Царський список» також називає ще п'ять царів, що володіли Кішем аж до 2250 до н. е.
- Зімудар 30 років
- Усі-Ватару 6 років
- Іштар-каламуті 11 років
- Ишме-Шмаша 11 років
- Нанніа 3 роки

### ДинастіяУмми
- Уш
- Енакалле
- Ур-Лумме
- Іль

### Третя ДинастіяУрука
2336 — 2311 до н. е.
- Бл. 2336-2311 до н. е.: Лугальзагесі

Верховенство переходить до Аккада

### ДинастіяАккада
2316 до н. е. - 2170-ті до н. е.
- Бл. 2316-2261 до н. е.: Шаррукін (Саргон Давній)
- Бл. 2261-2252 до н. е.: Рімуш
- Бл. 2252-2237 до н. е.: Маніштусу
- Бл. 2237-2200 до н. е.: Нарам-Суен
- Бл. 2200-2176 до н. е.: Шаркалішаррі
- Бл. 2176-2173 до н. е.: Игиги, Нанум, Ними, Елул (можливо,Елулу-Меш)
- Бл. 2173-2152 до н. е.: Дуду
- Бл. 2152-2137 до н. е.: Шу-дурул

Верховенство переходить до Урука

### Четверта ДинастіяУрука
2150 до н. е. — 2120 до н. е. 
Верховенство переходить до Гутіїв
4-Я Династія Урука - царська династія, що правила в стародавньому  шумерському місті Урук (Південне Межиріччя), близько 2150 до н. е.  — 2120 до н. е.
З літопису шумерів «Царський список» відомо, що 4-а династія Урука складалася з п'яти царів, які правили Уруком в роки, коли на території Межиріччя і власне у самому місті Уруку панували племена Гутіїв. Однак нічого про цих володарів і навіть їхніх імен «Царський список» не повідомляє. З інших джерел відомі імена наступних правителів.
- Ур-Нігін
- Ур-Ґіґір
- Куда
- Пузур-ілі
- Ур-Уту.

### Гутії
Правителі гутіїв в Шумері - 22 (XXII) століття до н. е. 
Верховенство переходить до Урука

### Друга ДинастіяЛагаша
(Одночасно з гутіями).
ок. 2136 до н. е. — Бл. 2109 до н. е.
- Лугаль-ушумгаль
- Пузур-Мама
- Ур-Уту
- Ур-Мама
- Ур-Нінсун
- Бл. 2155-2142 до н. е.: Ур-Баба
- Бл. 2142-2116 до н. е.: Гудеа
- Бл. 2116-2111 до н. е.: Ур-Нінгірсу
- Бл. 2111-2110 до н. е.: Какуг
- Бл. 2110-2109 до н. е.: Лу-Баба
- Бл. 2109-2108 до н. е.: Лу-Гула
- Бл. 2108-2104 до н. е.: Наммахані
- Бл. 2104-2097 до н. е.: Ур-Аба
- Бл. 2097-2096 до н. е.: Урнгар
- Бл. 2096-2076 до н. е.: Пірігме
- Бл. 2069-2063 до н. е.: Лукані
- Бл. 2063-2057 до н. е.: Ур-Лама

### П'ята ДинастіяУрука
2112 — 2104 до н. е. 
- Бл.  2112 — 2104 до н. е. : Утухенгаль

Верховенство переходить до Ура

### Третя ДинастіяУра
2112 до н. е. — 2003 до н. е. 
- 01. ок. 2112 — 2094 до н. е.:Ур-Намму
- 02. ок. 2094 — 2046 до н. е.:Шульгі
- 03. ок. 2046 — 2038 до н. е.:Амар-Сін (або Бур-Син I)
- 04. ок. 2037 — 2028 до н. е.:Шу-Сін
- 05. ок. 2028 — 2003 до н. е.:Іббі-Сін

Верховенство переходить до Ісіна

### Перша ДинастіяІсіна
(Бл. 2017-1794 до н. е.) Правила 223 роки
- 01. бл. 2017-1985 до н. е.: Ішбі-Ерра
- 02. бл. 1985-1975 до н. е.: Шуілішу
- 03. бл. 1975-1954 до н. е.: Іддін-Даган
- 04. бл. 1954-1935 до н. е.: Ішме-Даган
- 05. бл. 1935-1924 до н. е.: Ліпіт-Іштар
- 06. бл. 1924-1896 до н. е.: Ур-Нінурта
- 07. бл. 1896-1874 до н. е.: Бур-Сін II
- 08. бл. 1874-1869 до н. е.: Ліпіт-Елліль
- 09. бл. 1869-1861 до н. е.: Ерра-імітті
- 10. бл. 1861-1837 до н. е.: Енліль-бані
- 11. бл. 1837-1834 до н. е.: Замбія
- 12. бл. 1834-1831 до н. е.: Ітер-пиша
- 13. бл. 1831-1828 до н. е.: Ур-дукуга
- 14. бл. 1828-1817 до н. е.: Сін-магір
- 15. бл. 1817-1794 до н. е.: Дамік-ілішу I

### ДинастіяЛарси
(Бл. 2025-1763 до н. е.) Правила 262 роки
- 01. бл. 2025-2005 до н. е.: Напланум
- 02. бл. 2005-1977 до н. е.: Еміцум
- 03. бл. 1977-1942 до н. е.: Саміум
- 04. бл. 1942-1933 до н. е.: Забайя
- 05. бл. 1933-1906 до н. е.: Гунгунум
- 06. бл. 1906-1895 до н. е.: Абісаріхі
- 07. бл. 1895-1866 до н. е.: Суму-Ель
- 08. бл. 1866-1850 до н. е.: Нур-Адад
- 09. бл. 1850-1843 до н. е.: Сін-іддінам
- 10. бл. 1843-1841 до н. е.: Сін-ерібам
- 11. бл. 1841-1836 до н. е.: Сін-ікішам
- 12. бл. 1836-1835 до н. е.: Ціллі-Адад
- Кудурмабуг
- 13. бл. 1835-1823 до н. е.: Варад-Сін
- 14. бл. 1823-1763 до н. е.: Рім-Сін